# Spo11
Spo11 (スポイレブン）は単細胞真核生物からヒトまで保存された減数分裂期組換えの開始反応であるDNA二重鎖切断の形成に必須なタンパク質。

## 蛋白質の機能
II型トポイソメラーゼと相同性を示し、その反応様式は反応中間体として蛋白質とDNAとの共有結合を作る点に特徴がある。Spo11は減数分裂期にDNA複製終了後、組換えのホットスポットと呼ばれる染色体上の領域に高頻度で結合し、DNAとSpo11蛋白質とが共有結合した組換え中間体を形成する。
Spo11蛋白質が反応を開始するには他にRec102, Rec104, Mei4, Mer2, Mre11, Rad50, Xrs2,Ski8等の蛋白質が必須であり、Hop1やRed1などの分子の非存在下では反応性が大きく低下する。
Spo11とDNAとが共有結合した中間体を形成したのち、Mre11を含む蛋白質複合体によってDNA鎖の切断反応が始まり、Spo11もDNAとともに除かれ反応が進んで行く。

## 進化
Spo11は出芽酵母からヒトまで高度に保存された分子であり、マウスを用いた研究からも哺乳類に於いても出芽酵母同様にSpo11分子が減数分裂期組換え開始反応を触媒すると考えられている。